# Tomiko Van
Tomiko Van (伴 都美子 Ban Tomiko?,  Yamato, Prefectura de Kumamoto; 9 de enero, 1979) es una cantante japonesa originaria de la Prefectura de Kumamoto. 
Comenzó su carrera como vocalista de la banda Do As Infinity en el año 1999. Pero tras la separación de ésta el año 2005 la cantante comenzó su carrera en solitario.

## Biografía

### Inicios en Do As Infinity
Después de finalizar la secundaria, Ban decidió dejar a su familia para buscar un mejor futuro en la capital de Tokio, y allí comenzó a ir a la universidad. La joven fue encontrada por productores de Avex que buscaban a una joven con buena voz para ser parte de una nueva banda, proyecto exclusivo del joven compositor de Dai Nagao de una nueva banda llamada Do As Infinity. Junto con Ryo Owatari y Nagao, Tomiko debutó en Do As Infinity con el primer sencillo "Tangerine Dream". Poco a poco Van fue adquiriendo dotes para poder escribir sus propias canciones, y ya en los últimos años con su banda comenzó a escribir algunas de las canciones.
Ya dentro de su banda se le dieron ciertas oportunidad para trabajar en solitario. En el año 2001 grabó un tema bajo la producción de Tetsuya Komuro con la canción titulada "Again" para el álbum recopilación de beneficencia song+nation. En el año 2003 lanzó un sencillo de música Trance junto con Cyber X titulado "Drive me nuts". Sus primeros trabajos artísticos no relacionados con la música fueron curiosamente como seiyū, al participar junto a su compañero de banda Ryo prestando su voces para una de las películas de InuYasha; no ha realizado más trabajos doblando animaciones desde entonces. Como actriz debutó originalmente al interior del musical "Bibou no Aozora" dedicado al revolucionario Che Guevara en el 2005, donde aparte de cantar también interpretaba alguno de los temas de Do As Infinity en solitario.

### Debut como solista
Poco tiempo después de la separación oficial de Do As Infinity con su último álbum de grandes éxitos el 29 de septiembre del año 2005, se dio a conocer la noticia de que Tomiko Van seguiría una carrera como cantante en solitario. Días después se inauguró su propio sitio oficial en Avex, preparando la salida de su ya primer álbum de estudio para el 29 de marzo del 2006, absolutamente ignorantes y expectantes sobre si la artista logrará obtener el éxito que alguna vez obtuvo con su banda, pero siempre contando con el apoyo de sus fanes desde los días con el grupo. 
Sus primeras canciones en solitario lanzadas fueron dos versiones. La primera una versión del clásico de La Cenicienta, "A Dream Is What Your Heart Makes", y más tarde la versión de "TRUTH '94" de la banda TRF, que fue incluida en uno de sus sencillos. Los temas eran completamente distintos a los temas antes grabados por Ban, y se esperaba que el estilo musical de la artista cambiara notablemente en su siguiente lanzamiento esta vez en solitario. Al contrario a lo que se espera normalmente dentro de la industria, primero fue lanzado el álbum debut de Tomiko y posteriormente sencillos promocionales. El álbum titulado "FAREWELL", lanzado a finales de marzo de 2006, no tuvo ningún sencillo promocional lanzado anteriormente para ayudar a darlo a conocer al público, y sólo fueron realizados dos videos promocionales como único apoyo para la televisión. El álbum, principalmente compuesto de melodías Jazz y baladas, se convirtió en un éxito moderado, debutando en su primera semana al interior de los diez álbumes más vendidos de Japón al interior de las listas de Oricon finalmente vendiendo más de treinta mil unidades.
Su primer sencillo, titulado "Flower", fue lanzado algunos meses después de haberse lanzado el primer álbum. El tema esta vez más orientado al Pop rock similar a sus anteriores trabajos junto a Do As Infinity, logró llamar la atención para finalmente debutar en el décimo lugar de las listas de Oricon y vender más de dieciocho mil copias. Sus siguientes trabajos lanzados en el año 2006, "Senko" -tema más orientado al rock que el anterior- y "Yumeji" -primer sencillo balada-, consiguen quedar entre el Top 15 en sus primeras semanas a la venta, con éxito moderado. Desde octubre de este año Tomiko también comenzó a trabajar como locutora radial por primera vez, conduciendo su propio programa llamado Ashita no Banko, dentro del proyecto Radio Traingle de la emisora JFN, donde participa ella junto a Ami Suzuki y mink.

### Voice: los covers
A comienzos del 2007 Van debuta como actriz en el originalmente musical americano adaptado a Japón llamado Brooklyn, que desde el mes de febrero se estrenó al público. Éste es considerado su debut actoral, ya que es fue primera actuación importante. Van declaró que comienza proyectar su carrera como actriz de forma más seria, pero sin abandonar su carrera como cantante; espera continuar con sus dos facetas artísticas las dos a la vez, dándoles la misma importancia. 
A casi un año de haber debutado como solista, en marzo de 2007 es lanzado el álbum de covers Voice ~cover you with love~, donde fueron versionados por Tomiko varios temas que fueron éxitos en su país, entre los que se incluyó también un tema en inglés. El álbum fue muy bien criticado, y mantuvo a la cantante ocupada por algún tiempo en presentaciones en televisión y distintos lugares públicos, pero a pesar de la buena crítica no logró ventas muy grandes.
Poco después de esto Tomiko comenzó a preparar su debut en el cine como actriz, en la película titulada "Heat Island", donde también participan otros cantantes de Avex como Naoya Urata  y Chiako Ito. El filme, estrenado en el mes de octubre, mostró a Tomiko interpretando a la mesera de una cafetería que se ve involucrada en el lío de un fraude millonario.
En lo que restó del 2007 no fue lanzado ningún otro trabajo de la artista, aparte de que un nuevo tema, "manacles", fue escogido a ser el opening theme del anime Reideen. Posteriormente una versión editada de la canción fue incluida en la banda sonora de esta serie animada.
En marzo de 2008 se lanza VOICE 2 ~cover lovers rock~, la continuación del primer álbum de covers, pero esta vez con temas versiones que originalmente fueron interpretados exclusivamente por artistas masculinos.
En el mes de julio se lanzó el nuevo sencillo de Tomiko, "Tokyo Biyori", en el cual fue incluido el primer tema compuesto por ella misma, "message".
En diciembre de 2008 será lanzado el segundo álbum original de Tomiko, que se llamará "Van".

### Vida amorosa
En el encore de un concierto que se realizó el 29 de septiembre de 2012 en el Shibuya AX, Tomiko anunció que se había casado a mediados de septiembre. De acuerdo a las fuentes, el esposo de Van no es famoso y es 4 años menor que ella. Ella dio a conocer la noticia al público de la siguiente manera: "Quiero hacerles saber sobre mi matrimonio a mis fans, antes que todo, quienes siempre me han apoyado. Él es amable, confiable y me apoya siempre con su mente abierta. Mientras nos entendamos y nos apoyemos, quisiera pasar mi vida con él. Me haría muy feliz que ustedes velaran por nosotros".
El 10 de diciembre de 2013 Tomiko anuncia su primer embarazo en el sitio oficial de la banda: "Desde el fondo de mi corazón, estoy contenta de que se aproxime un nuevo miembro a la familia. Todos los días, estoy sorprendida de la misteriosa y pequeña vida que se gesta dentro de mi. Estoy saludable tanto en mente como en cuerpo. Daré lo mejor de mi en estos conciertos de fin de año."
El 13 de junio de 2014 Tomiko anuncia el nacimiento de su hijo a sus fanes, (El cual pesó 3,5kg): " Tanto mi hijo y yo estamos sanos. Se retrasó la fecha del parto, pero no hubo grandes problemas. Él nació saludable en presencia de mi esposo. Mi corazón está lleno de alegría de ser capaz de haber tenido a nuestro hijo tan esperado. Estoy haciendo mi primer informe a los que me han apoyado y a los que estaban esperando esta noticia, con gratitud. “

## Discografía

### Álbumes originales
1. FAREWELL (29 de marzo de 2006) — #7
2. Van. (10 de diciembre de 2008) - #28

#### Álbumes de covers
- Voice ~cover you with love~ (28 de marzo de 2007) - #22
- VOICE 2 ~cover lovers rock~ (5 de marzo de 2008) - #28

### Sencillos
1. Flower (7 de junio de 2006) #10
2. Senko (閃光 Senkō?) (27 de septiembre de 2006) #14
3. Yumeji (夢路?) (22 de noviembre de 2006) #14
4. Tokyo Biyori (18 de junio de 2008) #18

### Otros
- again / Tomiko Van from Do As Infinity (incluida en compilación song+nation y song+nation 2 trance)
- Drive me nuts / Cyber X feat. Tomiko Van
- EL Dorado / atami (Guest Vocal: Tomiko Van)
- Hold me... / Tomiko Van (S.D.Preppy) (incluida en SLOW DANCE ORIGINAL SOUND TRACK)
- A Dream Is a Wish Your Heart Makes (de la banda sonora en Japón de La Cenicienta)
- TRUTH '94 -meets Tomiko Van- (cover de TRF incluido en el sencillo "Where to begin" y el álbum Lif-e-Motions)
- manacles (Opening del anime Reideen, incluida en la banda sonora de esta serie)

## Musicales
- Bibō no Aozora ~Che Guevara, Tamashii no Renkinjutsu (美貌の青空～チェ・ゲバラ、魂の錬金術?) (2005)
- Brooklyn (2007)

## Filmografía
- Heat Island (2007)

## Comerciales
- Kao Hair Care Series "Lavenus" (2001 - 2002)
- Toshiba Mobile Phone "V302T" (2004)

## Radio
- Ashita no Banko (あしたのばんこ?) (2006 -)

## Trivia
- Su verdadero apellido, 伴 es pronunciado Ban (con B, ばん dentro de la escritura hiragana), pero ella al romanizar su nombre para el lanzamiento de sencillos u otra aparición pública lo escribe Van, con V, quizás por algo estético. Sin embargo su apodo es comúnmente escrito como su nombre real, Ban-chan, y no Van-chan.
- En su infancia Ban era constantemente llamada Tonko, algo que siempre detestó.
- Los artistas favoritos de Ban son Cyndi Lauper, Sheryl Crow, The Corrs y Meja.
- Su canción favorita dentro de la era con su banda Do As Infinity era el tema "We are."